# Primula boveana
Primula boveana är en viveväxtart som beskrevs av Joseph Decaisne och Jean Étienne Duby. Primula boveana ingår i släktet vivor, och familjen viveväxter. Inga underarter finns listade i Catalogue of Life.